# サミュエル・ユムティティ
サミュエル・ユムティティ（Samuel Yves Um Titi; フランス語発音: [samɥɛl umtiti], 1993年11月14日 - ）は、フランスのサッカー選手。リーグ・アン・LOSCリール所属。元フランス代表。ポジションはDF。

## クラブ経歴

### リヨン
2001年からオリンピック・リヨンのユースチームに所属し、2011年にトップチームに昇格した。2012年になるとルシアーノ・モンソンやデヤン・ロヴレンに代わって出場機会を増やした。

### FCバルセロナ
2016年6月30日、FCバルセロナに入団することがクラブ間で合意に至った。8月17日のスーペルコパ・デ・エスパーニャ、セビージャ戦で公式戦デビュー 。2017年3月4日のセルタ戦で初ゴールを記録。その後2シーズンにわたってジェラール・ピケとコンビを組む。2018年6月3日にはバルセロナと新たに契約を5年延長し、センターバックのファーストチョイスとしての地位を確立した。
2018-19シーズンは左膝に問題を抱えたため離脱を余儀なくされ、その間に新加入のクレマン・ラングレにポジションを奪われた。シーズン終了後にはアーセナルが獲得に興味を示すなど、注目の銘柄として見られていたが残留した。2019年9月には右足を打撲し、再び離脱を余儀なくされた。
2020-21シーズンにロナルド・クーマンがトップチームの監督に就任すると、退団候補筆頭と報じられた。同じく戦力外通告を受けたルイス・スアレスやアルトゥーロ・ビダルらが移籍していく中、自身はバルセロナに残留した。しかし厳しい状況は変わらず、開幕直後には再び負傷した。
2021-22シーズン開幕前、古巣リヨンやプレミアやリーガの複数チームから打診が届き、クラブも移籍を勧めるも、現契約を全うし残留を選択。
ユヴェントスとのプレシーズンマッチやヘタフェとのラリーガ3節ではアップ時に観客から大ブーイングを浴びた。
2022年1月10日、サラリー減額で契約を2026年6月30日まで延長したことが発表された。

### USレッチェ
2022年8月25日、セリエA・USレッチェに1年間の期限付き移籍をすることが発表された。

### LOSCリール
2023年7月21日、リーグ・アン・LOSCリールに完全移籍した。

## 代表経歴
フランス代表として各年代でプレーした。
UEFA EURO 2016ではフランス代表のメンバーに大会直前に負傷し離脱したジェレミー・マテューの代役として召集された。準々決勝のアイスランド代表戦では、累積警告で出場停止となったアディル・ラミに代わって先発出場し、代表デビューを果たした。
2017年6月13日のイングランドとの親善試合で代表初得点を挙げた。
2018 FIFAワールドカップ・準決勝ベルギー戦では決勝点を挙げ、マン・オブ・ザ・マッチに選出された。決勝のクロアチア戦では先発し、優勝に貢献した

## 個人成績
| クラブ     | シーズン | リーグ       | リーグ | リーグ | カップ戦 | カップ戦 | 国際大会 | 国際大会 | その他 | その他 | 合計 | 合計 |
| クラブ     | シーズン | リーグ       | 出場   | 得点   | 出場     | 得点     | 出場     | 得点     | 出場   | 得点   | 出場 | 得点 |
| ---------- | -------- | ------------ | ------ | ------ | -------- | -------- | -------- | -------- | ------ | ------ | ---- | ---- |
| リヨン     | 2011-12  | リーグ・アン | 12     | 0      | 3        | 0        | 0        | 0        | 3      | 0      | 18   | 0    |
| リヨン     | 2012-13  | リーグ・アン | 26     | 1      | 0        | 0        | 6        | 1        | 0      | 0      | 32   | 2    |
| リヨン     | 2013-14  | リーグ・アン | 28     | 0      | 1        | 0        | 10       | 0        | 3      | 0      | 42   | 0    |
| リヨン     | 2014-15  | リーグ・アン | 35     | 1      | 2        | 0        | 2        | 1        | 1      | 0      | 40   | 2    |
| リヨン     | 2015-16  | リーグ・アン | 30     | 1      | 2        | 0        | 4        | 0        | 2      | 0      | 38   | 1    |
| リヨン     | 通算     | 通算         | 131    | 3      | 8        | 0        | 22       | 2        | 9      | 0      | 170  | 5    |
| バルセロナ | 2016-17  | プリメーラ   | 25     | 1      | 9        | 0        | 8        | 0        | 1      | 0      | 43   | 1    |
| バルセロナ | 2017-18  | プリメーラ   | 25     | 1      | 4        | 0        | 9        | 0        | 2      | 0      | 40   | 1    |
| バルセロナ | 2018-19  | プリメーラ   | 14     | 0      | 0        | 0        | 1        | 0        | 0      | 0      | 15   | 0    |
| バルセロナ | 2019-20  | プリメーラ   | 13     | 0      | 1        | 0        | 3        | 0        | 1      | 0      | 18   | 0    |
| バルセロナ | 2020-21  | プリメーラ   | 13     | 0      | 2        | 0        | 1        | 0        | 0      | 0      | 16   | 0    |
| バルセロナ | 2021-22  | プリメーラ   | 1      | 0      | 0        | 0        | 0        | 0        | 0      | 0      | 1    | 0    |
| バルセロナ | 通算     | 通算         | 91     | 2      | 16       | 0        | 22       | 0        | 4      | 0      | 133  | 2    |
| レッチェ   | 2022-23  | セリエA      | 25     | 0      | 0        | 0        | 0        | 0        | 0      | 0      | 25   | 0    |
| レッチェ   | 通算     | 通算         | 25     | 0      | 0        | 0        | 0        | 0        | 0      | 0      | 25   | 0    |
| リール     | 2023-24  | リーグ・アン |        |        |          |          |          |          |        |        |      |      |
| リール     | 通算     |              |        |        |          |          |          |          |        |        |      |      |
| 総通算     | 総通算   | 総通算       | 247    | 5      | 24       | 0        | 44       | 2        | 13     | 0      | 328  | 7    |

## 代表

### 出場大会
- U-19フランス代表
  - 2012年 - UEFA U-19欧州選手権（ベスト4）
- U-20フランス代表
  - 2013年 - FIFA U-20ワールドカップ（優勝）
- フランス代表
  - 2016年 - UEFA EURO 2016（準優勝）
  - 2018年 - 2018 FIFAワールドカップ（優勝）
  - 2018年 - UEFAネーションズリーグ2018-19（グループリーグ敗退）

### 試合数
- 国際Aマッチ 31試合 4得点（2016年-2019年）[14]

| フランス代表 | 国際Aマッチ | 国際Aマッチ |
| 年           | 出場        | 得点        |
| ------------ | ----------- | ----------- |
| 2016         | 4           | 0           |
| 2017         | 10          | 1           |
| 2018         | 13          | 2           |
| 2019         | 4           | 1           |
| 通算         | 31          | 4           |

### 得点
| #  | 開催年月日    | 開催地                                     | 対戦国       | スコア | 結果 | 試合概要                |
| -- | ------------- | ------------------------------------------ | ------------ | ------ | ---- | ----------------------- |
| 1. | 2017年6月13日 | サン＝ドニ、スタッド・ドゥ・フランス       | イングランド | 1–1    | 3–2  | 国際Aマッチ             |
| 2. | 2018年6月1日  | ニース、アリアンツ・リヴィエラ             | イタリア     | 1–0    | 3–1  | 国際Aマッチ             |
| 3. | 2018年7月10日 | サンクトペテルブルク、ガスプロム・アリーナ | ベルギー     | 1–0    | 1–0  | 2018 FIFAワールドカップ |
| 4. | 2019年3月26日 | サン＝ドニ、スタッド・ド・フランス         | アイスランド | 1-0    | 4-0  | UEFA EURO 2020予選      |

## タイトル

### クラブ
オリンピック・リヨン
- クープ・ドゥ・フランス：2011-12

FCバルセロナ
- プリメーラ・ディビシオン：2回（2017-18, 2018-19）
- コパ・デル・レイ：3回（2016-17, 2017-18, 2020-21）
- スーペルコパ・デ・エスパーニャ：2回 (2016, 2018)

### 代表
- FIFA U-20ワールドカップ : 2013
- FIFAワールドカップ : 2018